# Monolith von Betenbrunn
Der Monolith von Betenbrunn ist ein in einer Seitenkapelle der Wallfahrtskirche Mariae Geburt eingemauerter Stein in Betenbrunn, einem Ortsteil von Heiligenberg im Bodenseekreis in Baden-Württemberg. Möglicherweise handelt es sich um einen Menhir oder einen anderen in vorgeschichtlicher Zeit bedeutsamen Stein.

## Beschreibung
Der Monolith ist rötlich mit weißen Adern; über die genaue Gesteinsart liegen keine Angaben vor. Er ist jeweils 60 cm hoch und breit, die Dicke ist unbekannt. Der Stein ist von annähernd rechteckiger Form, oben jedoch stark abgerundet. Er weist zwei senkrechte Eintiefungen auf. Seine Oberfläche ist bearbeitet und durch häufiges Berühren stark verrundet. Am oberen Ende der rechten Vertiefung befindet sich eine tiefe Kerbe, die deutliche Spuren einer Ölung oder Salbung aufweist.

## Der Stein in regionalen Sagen
Schräg über dem Stein befindet sich eine Pietà, die ebenfalls eine Kerbe aufweist. Nach einer Sage stammen beide Kerben von einem schwedischen Söldner, der die Pietà mit seinem Säbel zerschlagen wollte und dabei abglitt.